# Санта-Бернадетте-Субиру (титулярная церковь)
Титулярная церковь Санта-Бернадетте-Субиру (лат. Titulus Sanctae Bernardae Soubirous) — титулярная церковь была создана Папой Франциском 30 сентября 2023 году. Титул принадлежит церкви Санта-Бернадетте-Субиру, расположенной в римской муниципии Колли-Аньене, на виале Этторе Франческини, 40. Церковь Санта-Бернадетте-Субиру в Колли-Аньене является приходской церковью, которая была построена 5 ноября 1975 года.

## Список кардиналов-священников титулярной церкви Санта-Бернадетте-Субиру
- Анхель Сиксто Росси — (30 сентября 2023 — по настоящее время).